# Miki Ando
Miki Ando (japanska: 安藤美姫), född 18 december 1987 i Nagoya, Japan, är en japansk konståkare. Hennes främsta merit är guldmedaljen som hon vann vid VM i konståkning i Tokyo 19–25 mars 2007.